# Tribunais Regionais Federais
Os Tribunais Regionais Federais (TRF) são a segunda instância da Justiça Federal do Brasil. Instituídos pela Constituição de 1988, atualmente há seis Tribunais Regionais Federais, com a principal atribuição de julgar, em grau de recurso, as decisões proferidas pelos juízes federais e pelos juízes de Direito, quando estes exercerem atribuições de competência federal. Também possuem competência original para processar determinadas demandas; o julgamento de juízes federais, por exemplo. Suas decisões são recorríveis ao Superior Tribunal de Justiça (STJ) e ao Supremo Tribunal Federal (STF).
Os magistrados que compõem os Tribunais Regionais Federais são chamados de desembargadores federais. Eles são nomeados pelo presidente da República mediante lista prévia de juízes federais, advogados e membros do Ministério Público Federal. Não há mandato fixo, mas a idade para aposentadoria compulsória é de 75 anos. Ao todo, há 214 desembargadores, sendo o TRF-1 o com maior número de magistrados (43) e o TRF-6 o com o menor (18).

## Criação
Os Tribunais Regionais Federais foram previstos pela Constituição brasileira de 1988 com o objetivo de substituir e regionalizar a jurisdição exercida pelo Tribunal Federal de Recursos (TFR). O TFR foi criado pela Constituição brasileira de 1946 e serviu como segunda instância da Justiça Federal; em 1977, era formado por 27 ministros. Além dos TRFs, o Superior Tribunal de Justiça (STJ), instituído pela Constituição de 1988, também assumiu algumas funções do TFR. De acordo com o Conselho da Justiça Federal (CJF), a nova Constituição da República permitiu que "a Justiça Federal passasse a ser crescentemente regionalizada e descentralizada, podendo os tribunais regionais federais atuarem com maior autonomia que o antigo Tribunal Federal de Recursos."
O Ato das Disposições Constitucionais Transitórias (ADCT) determinou a criação de cinco TRFs e conferiu o prazo de seis meses para a instalação de cada um deles. O ADCT estipulou que a responsabilidade pela instalação caberia ao TFR, que deveria observar o "número de processos e sua localização geográfica." Em 6 de outubro de 1988, um dia após a promulgação da Constituição, o TFR expediu por unanimidade a Resolução nº 1, que previu a localização das sedes e fixação da jurisdição dos Tribunais Regionais Federais; as demarcações originais das regiões são utilizadas até a atualidade. Em janeiro de 1989, a Lei nº 7727 disciplinou a composição inicial dos TRFs e, em 30 de março do mesmo ano, os cinco tribunais foram inaugurados, com a posse de 74 desembargadores.

### Tentativas frustradas de expansão
Em 2013, o Congresso Nacional do Brasil promulgou a Emenda Constitucional (EC) 73, que previa a criação de outros quatro Tribunais Regionais Federais, contudo, a constitucionalidade da emenda foi questionada e a ação foi liminarmente suspensa pelo ministro do STF, Joaquim Barbosa  e o processo permaneceu suspenso nos anos seguintes.

### Expansão efetivada
Em outubro de 2021, por iniciativa do Superior Tribunal de Justiça, após tramitação no Congresso Nacional, foi sancionada a lei que estabeleceu a criação do TRF-6 (Tribunal Regional Federal da 6ª Região). Foi a primeira vez, no século XXI, que uma nova Corte foi inaugurada no Brasil. O TRF-6 tem jurisdição sobre o estado de Minas Gerais e está sediado em Belo Horizonte. Tal mudança visa dar maior celeridade à Justiça, uma vez que somente o estado de Minas Gerais respondia por mais de 1/3 das demandas do TRF-1, tribunal ao qual estava vinculado até então.  O TRF-6 foi instalado em 19 de agosto de 2022.

## Atribuições

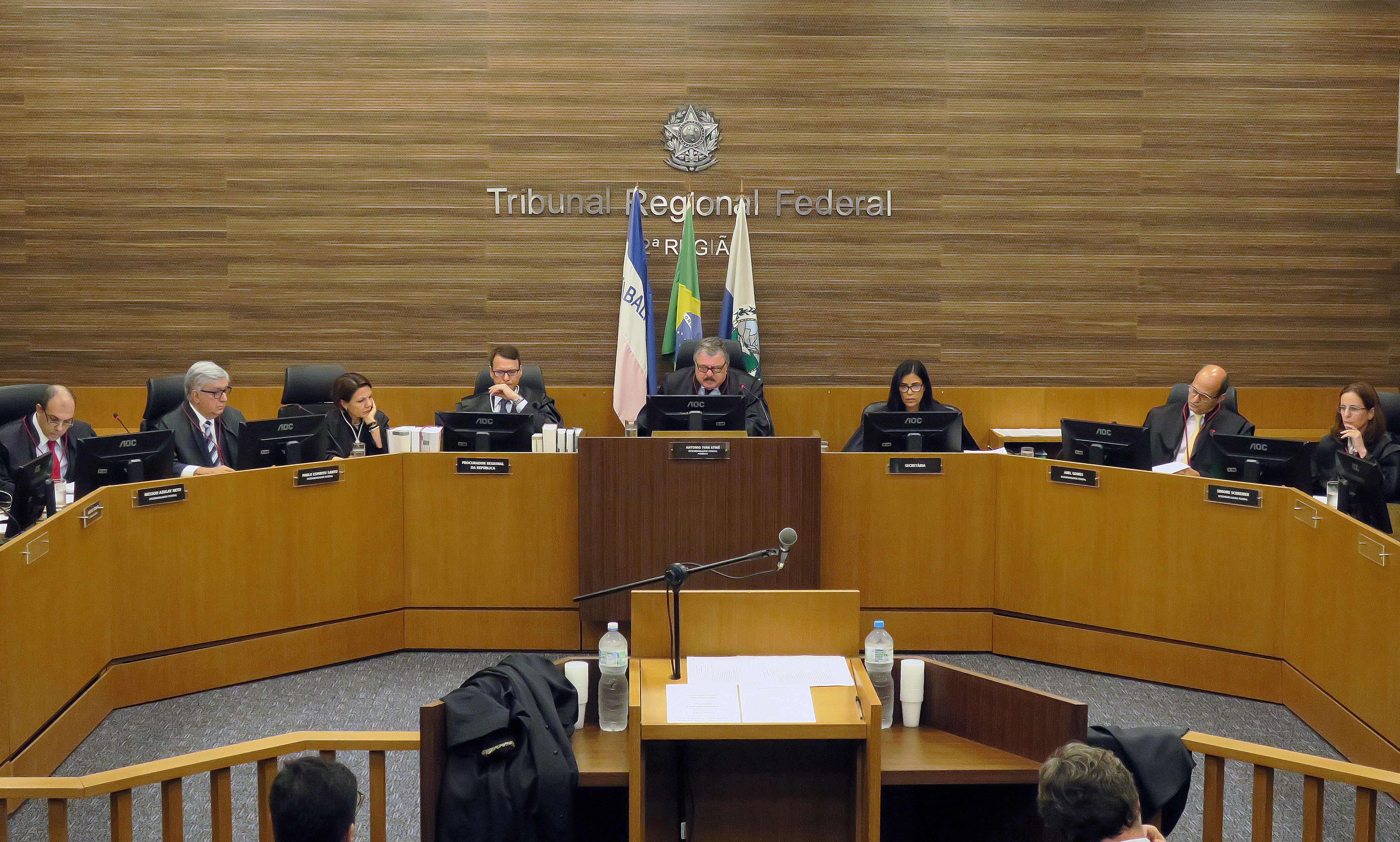
Sessão de julgamento no TRF-2

Como tribunal de segunda instância, o julgamento de recursos interpostos em face de decisões de juízes da primeira instância representa o maior volume de trabalho dos Tribunais Regionais Federais.
O artigo 108 da Constituição Federal fixou as competência original e recursal dos TRFs para processar e julgar: os mandados de segurança, Habeas corpus e Habeas data contra atos de juízes federais; os juízes federais e os membros do Ministério Público da União da área de sua jurisdição (incluindo a Justiça Militar e a Justiça do Trabalho) nos crimes comuns e de responsabilidade; as revisões criminais e as ações rescisórias de juízes federais e do próprio tribunal; os conflitos de competência entre juízes federais.
Ademais, além dos atos realizados pelos juízes federais, também compete aos TRFs o processamento e julgamento de todos os eventuais recursos contra decisões de juízes de Direito com atribuições federais comuns.

## Desembargadores federais
Os membros dos TRFs são referidos como desembargadores federais. Eles são nomeados pelo presidente da República entre os cidadãos com mais de 30 e menos de 70 anos que compõem a lista prévia elaborada pelos tribunais, pela classe de advogados e pelo Ministério Público Federal.
O uso das listas deve-se ao cumprimento do Quinto constitucional, que determina que cada TRF deve ser formado por um quinto de advogados com mais de dez anos de efetiva atividade profissional e membros do MPF com mais de dez anos de carreira. 
Os demais assentos são conferidos mediante promoção, por antiguidade e merecimento, de juízes federais com mais de cinco anos de exercício no cargo. Se um juiz federal integrar a lista pela terceira vez consecutiva ou pela quinta vez, não consecutiva, o presidente é obrigado a nomeá-lo. Uma vez no cargo, os desembargadores não possuem mandato fixo, mas se aposentam compulsoriamente ao completarem 75 anos de idade.

## Lista

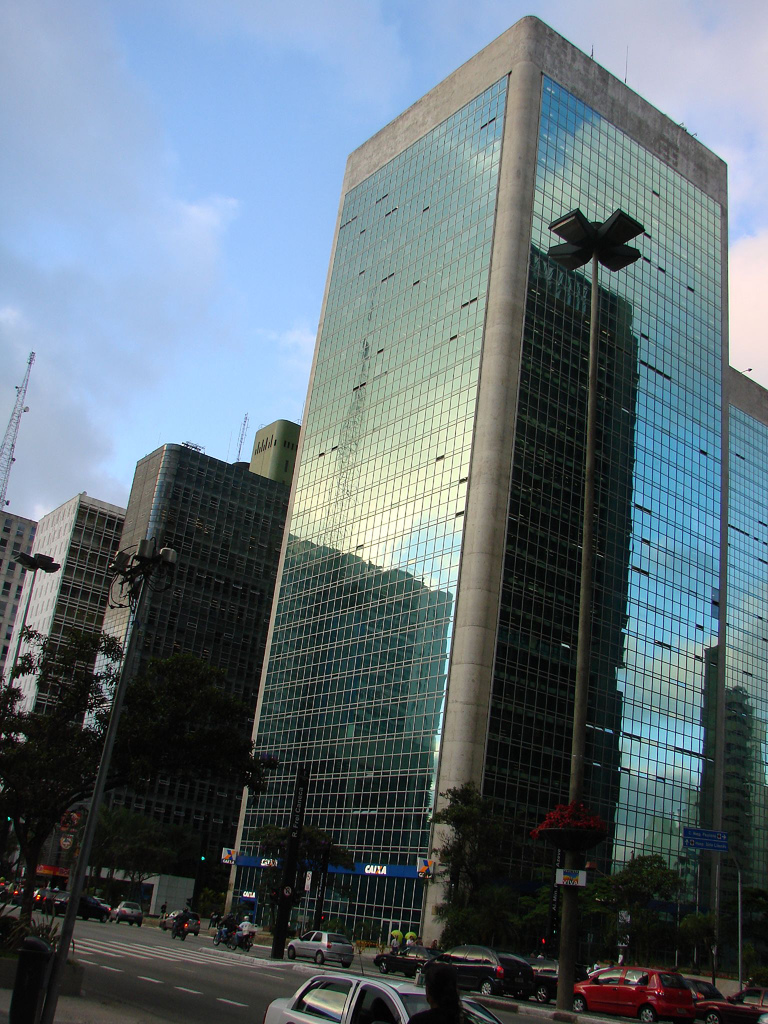
Sede do TRF-3, na Avenida Paulista
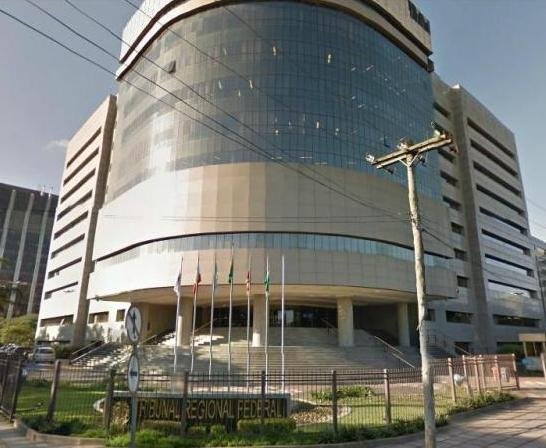
Sede do TRF-4, em Porto Alegre
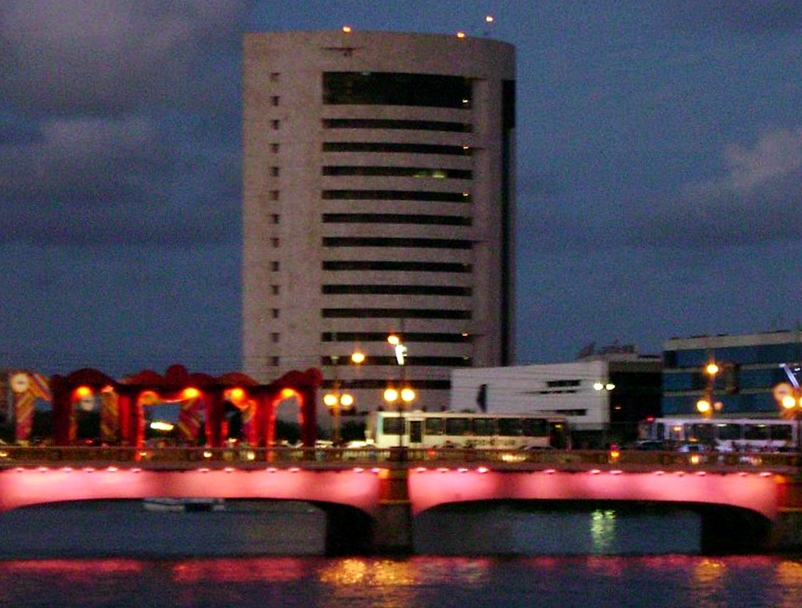
Sede do TRF-5, em Recife

| Corte                                        | Jurisdição territorial                              | Jurisdição territorial | Sede               | Desembargadores | Presidente                             |
| Corte                                        | Unidades federativas                                | População (IBGE, 2019) | Sede               | Desembargadores | Presidente                             |
| -------------------------------------------- | --------------------------------------------------- | ---------------------- | ------------------ | --------------- | -------------------------------------- |
| Tribunal Regional Federal da 1ª Região TRF-1 | AC, AP, AM, BA, DF, GO, MA, MT, PA, PI, RO, RR e TO | 56.927.408             | Brasília, DF       | 43              | José Amilcar Machado (desde 2022)      |
| Tribunal Regional Federal da 2ª Região TRF-2 | RJ e ES                                             | 21.283.593             | Rio de Janeiro, RJ | 35              | Guilherme Calmon (desde 2023)          |
| Tribunal Regional Federal da 3ª Região TRF-3 | SP e MS                                             | 48.698.035             | São Paulo, SP      | 55              | Marisa Santos (desde 2022)             |
| Tribunal Regional Federal da 4ª Região TRF-4 | PR, RS e SC                                         | 29.975.984             | Porto Alegre, RS   | 39              | Fernando Quadros da Silva (desde 2023) |
| Tribunal Regional Federal da 5ª Região TRF-5 | AL, CE, PB, PE, RN e SE                             | 31.850.182             | Recife, PE         | 24              | Fernando Braga Damasceno (desde 2023)  |
| Tribunal Regional Federal da 6ª Região TRF-6 | MG                                                  | 21.411.923             | Belo Horizonte, MG | 18              | Mônica Sifuentes (desde 2022)          |